# Glasgerät

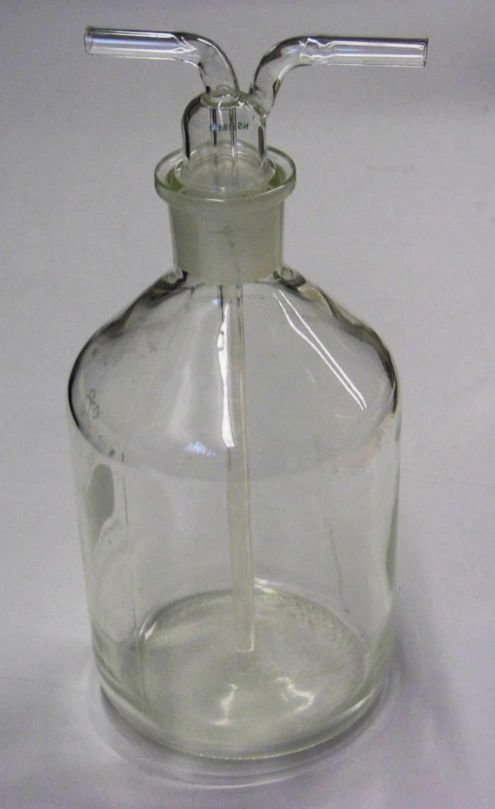
Gaswaschflasche

Glasgeräte ist in der Labortechnik der Oberbegriff für Geräte, die wegen der besonderen Eigenschaften des Werkstoffes aus Glas gefertigt sind. Wegen der Thermoschockbeständigkeit und hohen chemischen Beständigkeit werden Glasgeräte meist aus Borosilikatglas hergestellt. Thermisch hoch beanspruchte Glasgeräte – wie Pyrolyserohre – werden oft aus dem relativ spröden Supremax-Glas hergestellt, das bis zu 680 °C verwendbar ist. Bombenrohre werden aus dem druckbeständigeren Durobax-Glas gefertigt. Für höchste thermische Beanspruchungen (Erweichungspunkt über 1400 °C) sowie in der Photochemie werden vielfach Geräte aus Quarzglas eingesetzt, das wegen des geringen thermischen Ausdehnungskoeffizienten (5,8·10−7 K−1) eine sehr hohe Temperaturwechselbeständigkeit besitzt.

## Apparaturen
Werden mehrere Glasgeräte miteinander verbunden, spricht man von einer Glasapparatur. Große Apparaturen aus Glasgeräten mit Schliffverbindungen sind starr, ein spannungsfreier Aufbau erfordert deshalb große Erfahrung. Dabei haben sich Kugelschliffverbindungen bewährt, die flexible Apparaturen ermöglichen. Diese benötigen eine geeignete Klammer zur Fixierung.

## Schliff

Glasschliff mit Kern (links oben) und Hülse (links unten) sowie geschlossener Verbindung (rechts unten).

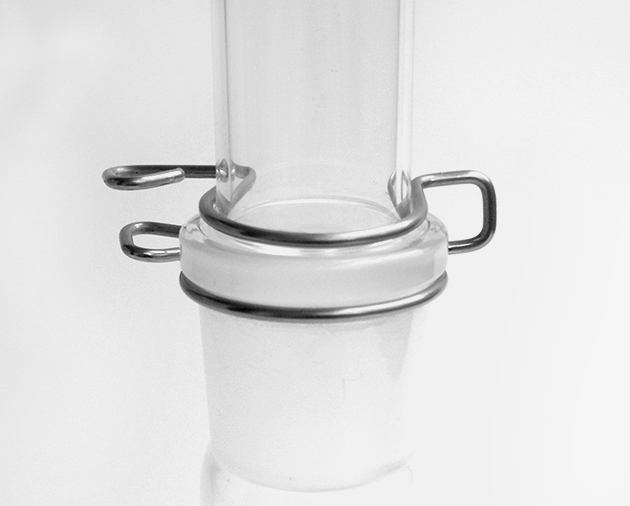
Kegelschliffverbindung mit Schliffklemme

Um aus Glasgeräten eine luftdicht geschlossene Apparatur aufbauen zu können, besitzen sie an Verbindungsstellen meist einen Glasschliff, werden daher auch als Schliffglasgeräte bezeichnet. Die am häufigsten vorkommende Schliffform ist der Kegelschliff in den Größen NS 14,5, 29 oder 45 („NS“ steht für „Normschliff“, die Zahl dahinter gibt den Durchmesser in mm an). Die Kegelschliffverbindung besteht aus einer Hülse (dem Mantelschliff) und dem Kern (Kernschliff). Beim Aufbau wird der Schliffkern mit einem mittelviskosen Silikonfett (bei Arbeiten im Hochvakuum mit einem hochviskosen) gefettet. Dadurch wird ein luftdichter Abschluss erreicht, außerdem wird das spätere Öffnen erleichtert. Die beiden verbundenen Teile werden dann mit einer Schliffklemme (Schliffklammer) fixiert.
Weitere Schliffformen sind der Planschliff (beim Exsikkator), der Zylinderschliff (beim KPG-Rührer) und der Kugelschliff.

## Vorteile von Glas
- Resistenz gegen die meisten Chemikalien
- Transparenz
- Thermische Verformbarkeit bei der Produktion (kann vom Glasbläser durch Erhitzen in fast jede beliebige Form gebracht werden)
- Durch geringen thermischen Ausdehnungskoeffizienten relativ unempfindlich gegen Temperaturwechsel
- Niedriger Preis
- Gut zu reinigen

## Wichtige Glasgeräte

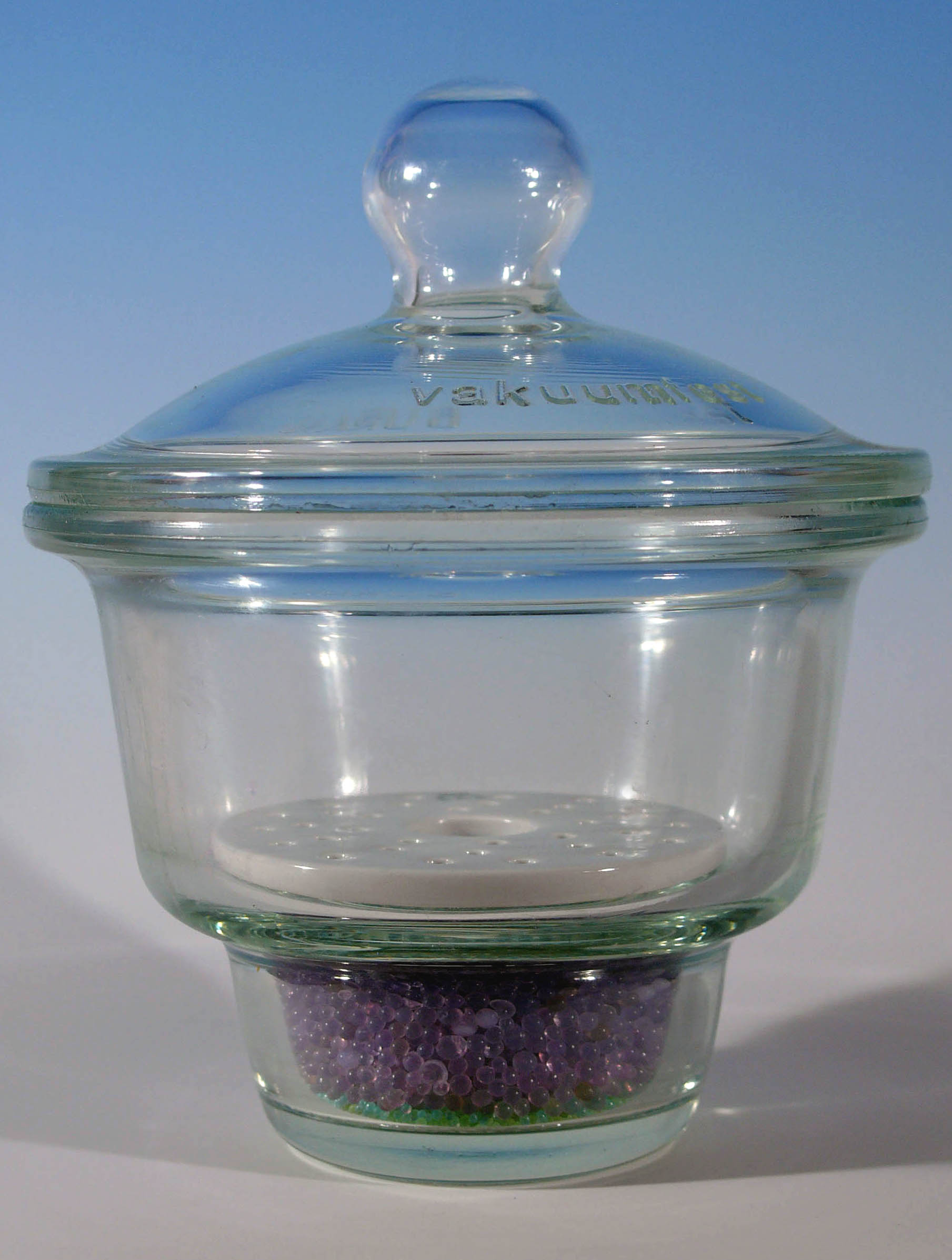
Exsikkator mit Silicagel

Aufbau einer Destillationsapparatur aus verschiedenen Glasgeräten

Aufbau einer Soxhlet-Apparatur

| - Abdampfschale - Allihnkühler (Kugelkühler) - Andreasen-Pipette - Aräometer - Becherglas - Birnenkolben - Blasenzähler - Büchnertrichter - Bürette, Gasbürette - Bürettenhahn - Claisen-Aufsatz - Destillierbrücke - Dewargefäß - Dimrothkühler - Dispenser - Doppelhahnrohr / Gasmaus / Gassammelrohr - Dreiwegehahn - Einhängekühler - Erlenmeyerkolben - Exsikkator - Filterplatte für Gaswaschflasche - Gasmessglocke - Gaswägekugel - Gaswaschflasche - Glasrohre - Hämacytometer - Hämometer | - Hämometerpipette - Hochvakuumhahn - Hohlstopfen - Hydrotimeterbüretten - Intensivkühler - Kipp-Automat - Kjeldahl-Kolben - Kolbenprober - Kristallisierschale - Kühlfalle - Küvette - Lambdapipetten - Liebigkühler, Glaskühler - Luftkühler - Massivstopfen - Mehrhalskolben - Messkolben - Messzylinder - Petrischale - Pipette - Pneumatische Wanne - Pulvertrichter - Pyknometer - Reagenzglas - Reaktionsrohr - Rundkolben - Rückflusskühler, Glaskühler - Saccharimeter | - Sauerstoffflasche - Saugflasche - Scheidetrichter - Schlangenkühler - Schlenkgefäß - Schliffstopfen - Sedimentierapparat - Seripettor - Siedekapillare - Soxhlet-Aufsatz - Spinne (Laborgerät) - Spitzkolben - Stalagmometer - Standzylinder - Standkolben - Transferpettor - Trichter - Trockenrohr - Tropftrichter - Tubusdeckel für Exsikkator - U-Rohr - Uhrglas - Verbindungshahn - Verdampferkolben - Viskosimeter - Vorstoß - Waschflasche - Zentrifugenglas |